# Montserrat Poch
Montserrat Poch o Montserrat Poc (Vallbona d'Anoia, a.1528 – Barcelona, 28 de desembre del 1578) fou un bandoler. Juntament amb els seus germans Pere i Joan, portà entre els anys 1570 i 1578 una banda molt temuda que operà especialment a les comarques de l'Anoia i el Penedès, però que també feu incursions per la vegueria de Lleida, per Andorra i terres de Foix (on, el 1571, nou membres de la seva banda foren presos pel comte). En l'11 d'abril del 1570, la quadrilla de Poch matà el comissari reial Pere Mateu en la carretera de Piera i Vallbona, malgrat la nodrida escorta que portava. Capturat a Vilafranca del Penedès, sembla que la justícia oferí a Montserrat l'amnistià a canvi d'exiliar-se a Mallorca el 1570 (o s'hi fugà, segons altres versions), però el 1573 o posteriorment delinquí novament. Tornat a Catalunya, ja sol, després d'haver vagat per Canet de Mar i Mataró i d'haver-se refugiat a Horta (Barcelona), el 1578 fou capturat, turmentat i executat sota l'autoritat del virrei Fernando de Toledo, prior de Castella (1571-1580).